# Svaneholms borgruin, Östergötland
Svaneholms borgruin är en ruin som är belägen på en udde i Kilarpesjön i Västra Hargs socken i Mjölby kommun i Östergötland.

## Historia
Svaneholms borg i Västra Hargs socken anlades av kung Magnus Eriksson på en halvö i Kilarpesjön. Den 14 mars 1364 utfärdar greve Henrik II av Holstein i Örebro ett brev till hansestädernas råd, vari han meddelar att de kommer tåga genom skogen mot Svaneholms slott, samt därefter Varbergs slott. Svaneholm belägrades och intogs 1364 av Albrekt av Mecklenburg. Riksrådet Folke Nilsson (Ivar Nilssons ätt) skriver sig 1376 till Svaneholm, då han drabbades av en svår sjukdom under en sjöresa till Tyskland. År 1864 sänktes Kilarpesjön, och borgen kom då att ligga på en holme.
Svaneholm anlades antagligen på 1360-talet och besattes år 1364 av en tysk styrka tillhörig Albrekt av Mecklenburg. Troligen fyllde borgen efter 1364 inte någon funktion, utan fick förfalla.
Ett annat namn på platsen är Garpe slott, då garpar förr syftade på tyskar.

### Nutid
Platsen är inte arkeologiskt undersökt, men bland annat lär någon ha funnit ett sigill med en fyrstyckad sköld , som sannolikt har tillhört Ivar Nilsson (Ivar Nilssons ätt) (1300-talet – 1417), svensk riddare och riksråd, samt lagman i Östergötland, i vilken egenskap han bör ha besökt borgen.

## Beskrivning
Borgområdet är cirka 120 x 120 meter stort och består av rester av ett runt kärntorn med omgivande mur samt vallgrav och yttre vall.
Borganläggningen ligger på en platå innanför vallgraven. Muren är kallmurad och cirka 5–6 meter bred. Platån är här till stor del täckt av rasmassor från tornet. Kärntornet är beläget i anläggningens östra del och är uppfört i skalmursteknik, dess utvändiga diameter är cirka 18 meter.
Vallgraven som omger platån är 10–20 meter bred.

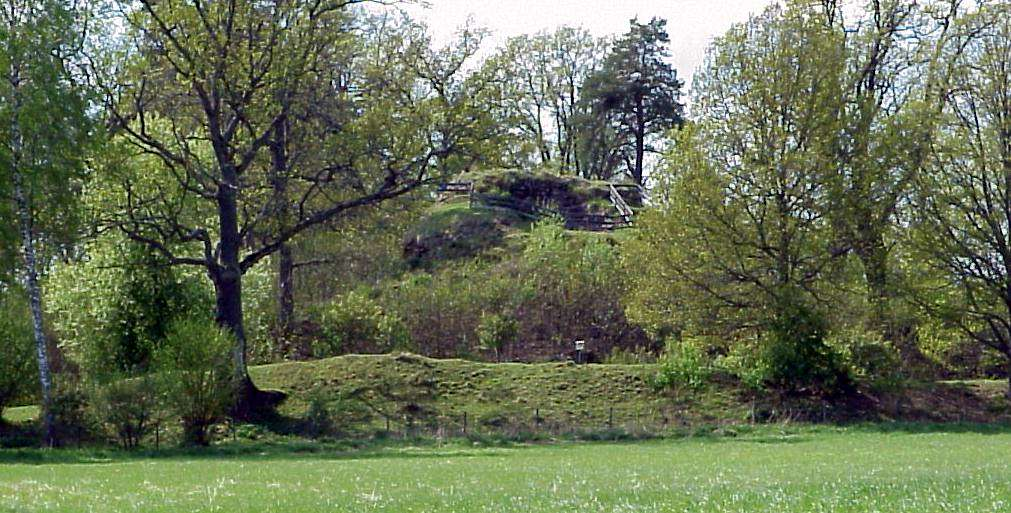
Borgruinen från öster.

## Sägner

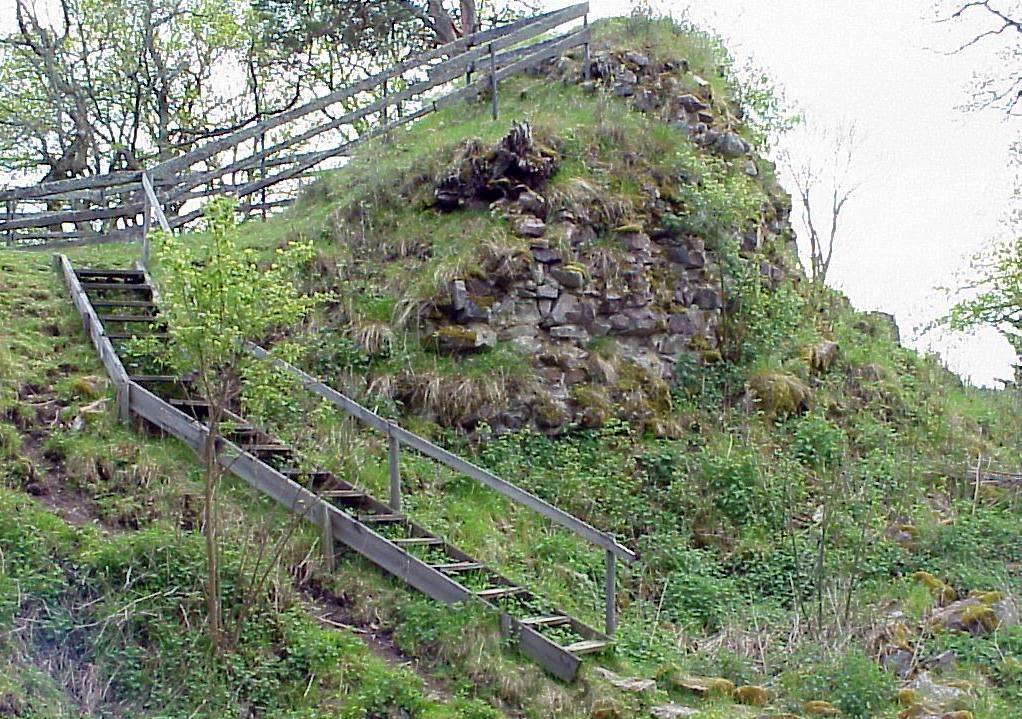
Ruinen efter kärntornet.

En sägen berättar om en östgötsk kämpe som på härnad i Norge råkar gå vilse och träffar en åldrig man i en bergshåla. Denne gamle berättar att han en gång bodde i Östergötland och byggde en borg på en holme i Kilarpsjön (det så kallade Garpe slott) men tvingades fly, och i hastigheten glömde han sin trogne hund instängd därinne. Han ber kämpen att, när denne återvänder hem, befria hunden med hjälp av en gömd nyckel vid stranden. Kämpe gör så, men låter bli att röra vid de glänsande skatterna inne i borgen, ty den gamle hade varnat att murarna annars skulle störta samman över honom.
Ryktet om Garpe slotts väldiga skatter sprider sig, och en girig fru på Borg försöker bryta upp portarna tillsammans med sina drängar. Men flera varnande drömmar säger att hon måste sluta, annars förlorar hon först allt fjäderfä, därefter all boskap – och slutligen hela sin egendom. När hon gång på gång trotsar varningarna och de förutsagda olyckorna inträffar, avbryter hon till sist försöken. Efter detta vågar ingen längre närma sig borgen, som till slut förfaller till en ruin.

### Garpe slott
Borgen omnämns även som kungasäte under den tid Östergötland hade särskilda kungar. Slottets sista ägare var näskonungen Asmund Garp. Då det av allmogen kallades Garpe-slott, även en äng i närhet kallas Asmunds-ängen.